# Carlos Asbun
Carlos Asbun Zugbi (ur. 19 lutego 1926 w Cochabambie) – boliwijski strzelec.

## Kariera
Dwukrotnie wziął udział w Letnich Igrzyskach Olimpijskich. W 1968, zajął 51. miejsce w konkurencji trapu, a w 1972, 59. pozycję w skeecie.